# 금강산청년역
금강산청년역(金剛山靑年驛)은 조선민주주의인민공화국에 위치한 금강산청년선의 철도역으로, 근처에 금강산이 있다. 2007년 5월 17일에 이 역에서 제진역으로의 시험 운행이 이루어졌다. 대한민국에는 금강산역(金剛山驛)이나 온정리역(溫井里驛)으로도 알려졌다.

## 역사
- 1932년 9월 16일: 외금강역(外金剛驛)으로 영업 개시[1]
- 일자 불명: 폐역
- 1996년 : 재개업
- 2007년 5월 17일 : 제진역까지 남북 열차 시험운행